# Eamon Duffy

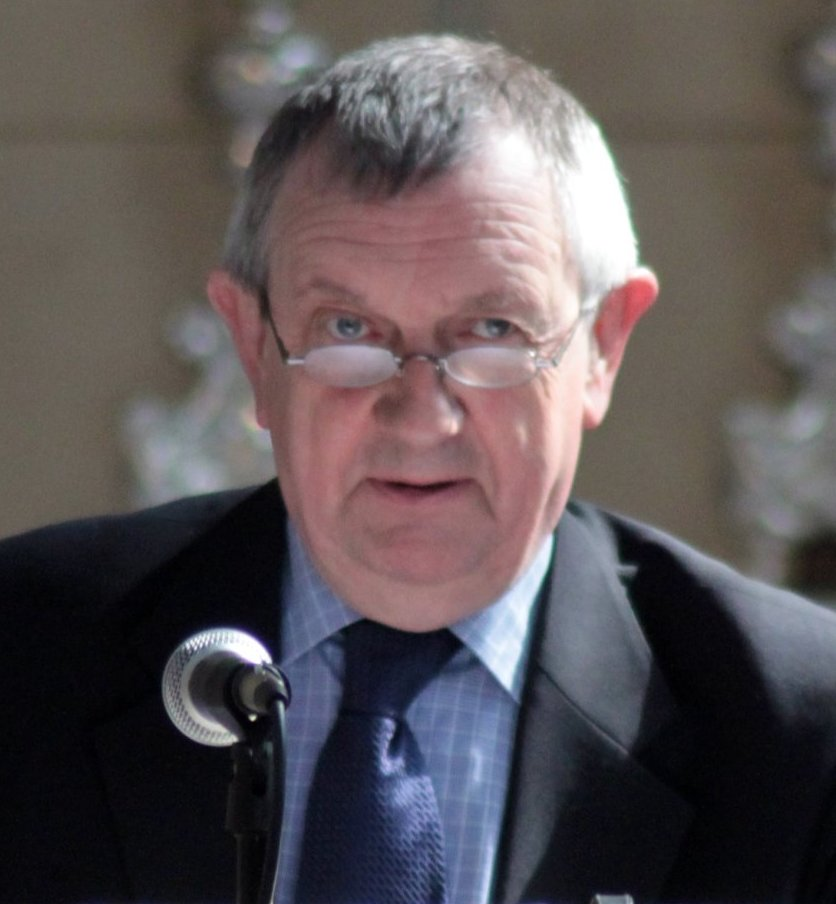
Duffy em 2010.

Eamon Duffy FSA FBA KSG (nascido em 1947) é um historiador irlandês. Ele é professor de História do Cristianismo na Universidade de Cambridge e membro e ex-presidente do Magdalene College.

## Vida
Duffy nasceu em 9 de fevereiro de 1947, em Dundalk, Irlanda. Ele se descreve como um "católico de berço".  Ele foi educado na St Philip's School e na University of Hull. Realizou pesquisas de pós-graduação na Universidade de Cambridge, onde seus orientadores de doutorado foram Owen Chadwick e Gordon Rupp.

## Carreira acadêmica
Duffy é especialista em história religiosa dos séculos XV a XVII. Ele também é ex-membro da Pontifícia Comissão Histórica. Seu trabalho fez muito para derrubar a imagem popular do catolicismo medieval na Inglaterra como moribunda e, em vez disso, apresenta-a como uma força cultural vibrante. Nos dias úteis de 22 de outubro a 2 de novembro de 2007 ele apresentou a série 10 Popes Who Shook the World da Rádio 4 da BBC - esses papas foram Pedro, Leão I, Gregório I, Gregório VII, Inocêncio III, Paulo III, Pio IX, Pio XII, João XXIII e João Paulo II.

## Prêmios
- Prêmio Longman - History Today pelo livro do ano (1994): The Stripping of the Altars: Traditional Religion in England 1400–1580[6]
- Prêmio Hawthornden de Literatura (2002): The Voices of Morebath: Reformation and Rebellion in an English Village[7]
- Membro honorário, St. Mary's College, Twickenham (2003). (Mais tarde, ele renunciou ao cargo em protesto contra as decisões administrativas da faculdade, tomadas por seu diretor, Philip Esler ) [8]
- Presidente da Sociedade de História Eclesiástica (2004–2005) [9]
- Doutorados honorários das universidades de Durham,[10] Hull,[11] e King's College London,[12] e do Pontifical Institute of Medieval Studies, Toronto
- Membro honorário da Royal Irish Academy (2012) [13]
- Cânone Honorário, Catedral de Ely (2014) [14]

## Livros
- Humanism, Reform and the Reformation: The Career of Bishop John Fisher (1989), with Brendan Bradshaw
- The Stripping of the Altars: Traditional Religion in England, c.1400 to c.1580 (1992)
- Saints and Sinners, a History of the Popes. Yale University Press. [S.l.: s.n.] 1997. ISBN 0-300-07332-1
- The Voices of Morebath: Reformation and Rebellion in an English Village (2001)
- "The Shock of Change: Continuity and Discontinuity in the Elizabethan Church of England", in Anglicanism and the Western Catholic Tradition (2003)
- Faith of Our Fathers: Reflections on Catholic Tradition (2004)
- Walking to Emmaus (2006)
- Marking the Hours: English People and Their Prayers, 1240–1570 (2006)
- Faith of Our Fathers: Reflections on Catholic Tradition (2006)
- Fires of Faith: Catholic England Under Mary Tudor (2009)
- Ten Popes Who Shook the World (2011)
- Saints, Sacrilege and Sedition: Religion and Conflict in the Tudor Reformations (2012) ISBN 1441181172
- Reformation Divided: Catholics, Protestants, and the Conversion of England (2017)
- The Hope That Is Within You – Eamon Duffy in Conversation with Raymond Friel (2017)
- John Henry Newman:  A Very Brief History (2019)